# آیزاک اولیور

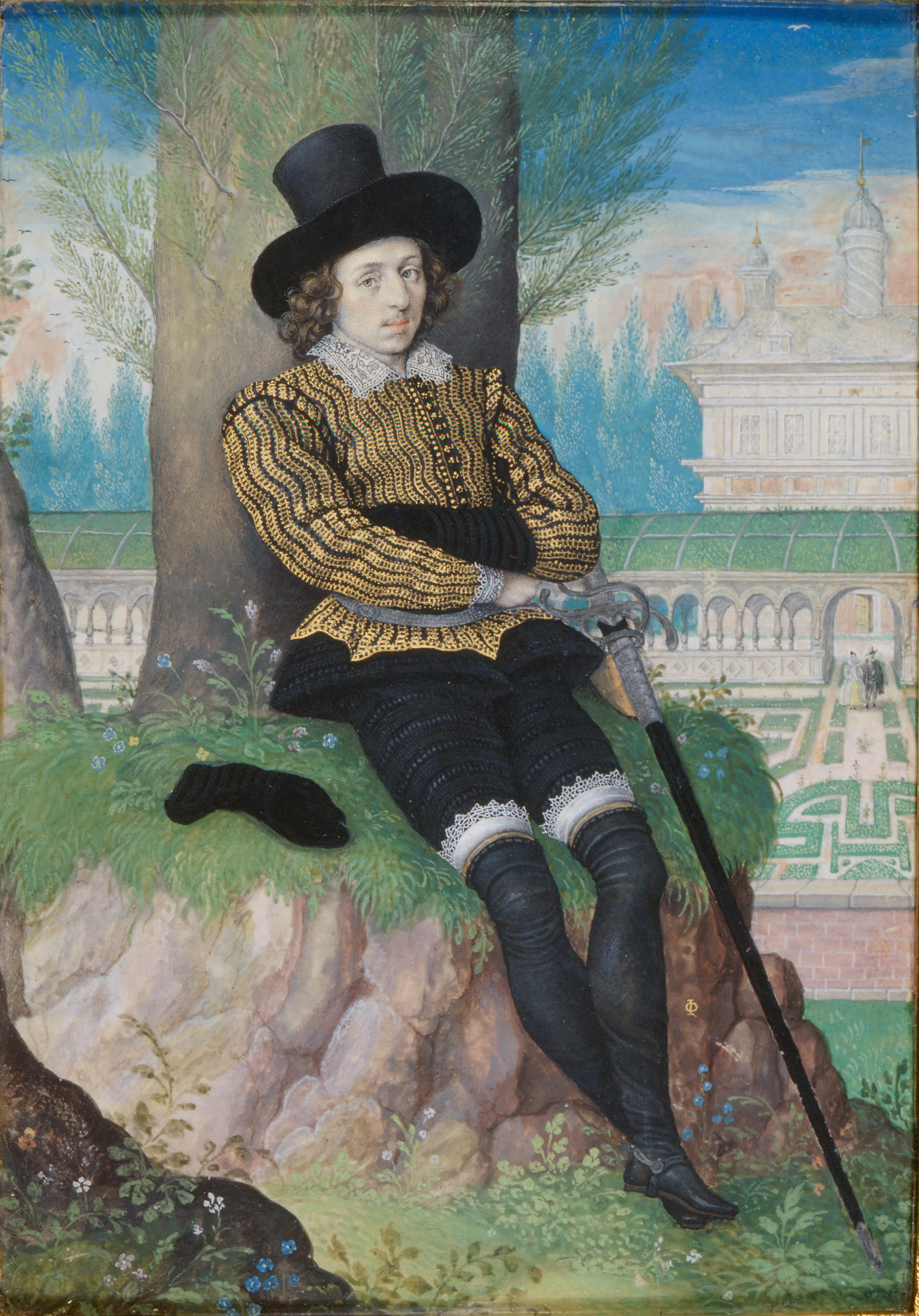
مرد جوان نشسته زیر درخت ، 1590-1595، مجموعه سلطنتی

آیزاک اولیور(1565-1617) نقاش پرتره مینیاتور اهل انگلستان است. او در شهر روآن فرانسه به دنیا آمد و همراه پدر و مادرش در سال 1568 به خاطر جنگ های مذهبی در فرانسه به لندن مهاجرت کرد.